# Sihite II
Sihite II is een bestuurslaag in het regentschap Humbang Hasundutan van de provincie Noord-Sumatra, Indonesië. Sihite II telt 1062 inwoners (volkstelling 2010).